# Linda Cassell
Linda Cassell (Brisbane, 24 aprile 1962) è un'ex tennista australiana.

## Carriera
Nei tornei del Grande Slam ha ottenuto il suo miglior risultato raggiungendo i quarti di finale di doppio agli Australian Open nel 1980, in coppia con la connazionale Elizabeth Smylie.